# Regeringen Kiviniemi
Regeringen Kiviniemi var Republiken Finlands 71:a regering, som verkade från den 22 juni 2010 till 22 juni 2011. Regeringschef var Centerns partiordförande Mari Kiviniemi. I regeringen ingick partierna Centern i Finland, Samlingspartiet, Svenska folkpartiet (SFP) och Gröna förbundet (De gröna).
Regeringen bildades efter att förre statsministern och centerledaren Matti Vanhanen avgått och Mari Kiviniemi valts till ny partiledare för Centern. Regeringens hade samma sammansättning som Regeringen Vanhanen II med undantag för statsminister- och förvaltnings- och kommunministerposterna (Mari Kviniemi var förvaltnings- och kommunminister i den föregående regeringen, en befattning som Tapani Tölli tog sedan hon övertagit statsministerposten)
Efter Centerns förlust i riksdagsvalet lämnade Kiviniemi den 28 april 2011 in sin och därmed hela ministärens avskedsansökan. Regeringen fick dock sitta kvar som expeditionsministär i två månader innan en ny regering under ledning av Jyrki Katainen var framförhandlad.

## Ministrar
| Befattning                                                                    | Befattningshavare | Befattningshavare    | Tillträdde   | Avgick       | Parti               |
| ----------------------------------------------------------------------------- | ----------------- | -------------------- | ------------ | ------------ | ------------------- |
| Statsminister                                                                 |                   | Mari Kiviniemi       | 22 juni 2010 | 22 juni 2011 | Centern             |
| Finansminister Statsministerns ställföreträdare                               |                   | Jyrki Katainen       | 22 juni 2010 | 22 juni 2011 | Samlingspartiet     |
| Förvaltnings- och kommunminister                                              |                   | Tapani Tölli         | 22 juni 2010 | 22 juni 2011 | Centern             |
| Utrikesminister                                                               |                   | Alexander Stubb      | 22 juni 2010 | 22 juni 2011 | Samlingspartiet     |
| Utrikeshandels- och utvecklingsminister                                       |                   | Paavo Väyrynen       | 22 juni 2010 | 22 juni 2011 | Centern             |
| Justitieminister                                                              |                   | Tuija Brax           | 22 juni 2010 | 22 juni 2011 | De gröna            |
| Inrikesminister                                                               |                   | Anne Holmlund        | 22 juni 2010 | 22 juni 2011 | Samlingspartiet     |
| Migrations- och Europaminister                                                |                   | Astrid Thors         | 22 juni 2010 | 22 juni 2011 | Svenska folkpartiet |
| Försvarsminister                                                              |                   | Jyri Häkämies        | 22 juni 2010 | 22 juni 2011 | Samlingspartiet     |
| Undervisningsminister                                                         |                   | Henna Virkkunen      | 22 juni 2010 | 22 juni 2011 | Samlingspartiet     |
| Kultur- och idrottsminister                                                   |                   | Stefan Wallin        | 22 juni 2010 | 22 juni 2011 | Svenska folkpartiet |
| Jord- och skogsbruksminister                                                  |                   | Sirkka-Liisa Anttila | 22 juni 2010 | 22 juni 2011 | Centern             |
| Trafikminister                                                                |                   | Anu Vehviläinen      | 22 juni 2010 | 22 juni 2011 | Centern             |
| Kommunikationsminister                                                        |                   | Suvi Lindén          | 22 juni 2010 | 22 juni 2011 | Samlingspartiet     |
| Näringsminister                                                               |                   | Mauri Pekkarinen     | 22 juni 2010 | 22 juni 2011 | Centern             |
| Arbetsminister                                                                |                   | Anni Sinnemäki       | 22 juni 2010 | 22 juni 2011 | De gröna            |
| Social- och hälsovårdsminister                                                |                   | Juha Rehula          | 22 juni 2010 | 22 juni 2011 | Centern             |
| Omsorgsminister                                                               |                   | Paula Risikko        | 22 juni 2010 | 22 juni 2011 | Samlingspartiet     |
| Miljöminister                                                                 |                   | Paula Lehtomäki      | 22 juni 2010 | 22 juni 2011 | Centern             |
| Bostadsminister, minister i utrikesministeriet, minister i statsrådets kansli |                   | Jan Vapaavuori       | 22 juni 2010 | 22 juni 2011 | Samlingspartiet     |